# Grand megye (Utah)
Grand megye az Amerikai Egyesült Államokban, azon belül Utah államban található. Megyeszékhelye és legnagyobb városa Moab. Lakosainak száma 9669 fő (2020. április 1.). Grand megye Uintah, Mesa, San Juan, Emery, Carbon, Garfield, Montrose és Wayne megyékkel határos.

## Népesség
A megye népességének változása:
| Lakosok száma | 9313 | 9293 | 9347 | 9360 | 9516 | 9669 |
|               | 2010 | 2011 | 2012 | 2013 | 2015 | 2020 |